# Antoine Forqueray
Antoine Forqueray (Paris 1671- Mantes-la-Jolie 1745) foi um compositor francês e intérprete virtuoso da viola de gamba.
Nasceu em Paris, e foi o mais conhecido de uma série de músicos, entre os quais o seu primo Michel Forqueray (1681-1757), o seu filho Jean-Baptiste Forqueray (1699-1782) e Nicolas-Gilles Forqueray (1703-1761) que era segundo primo de Jean-Baptiste.
O seu pai foi violista e mestre de baile. Certamente ter-lhe-á dado as primeiras lições, que assimilou com rapidez, uma vez que foi considerado menino-prodígio. Atuou muito jovem para o rei, que patrocinou generosamente a sua educação na corte. Em 1689, com somente 18 anos, foi nomeado musicien ordinaire de La Chambre du Roy de Luís XIV. Frequentemente interpretava para entreter o rei durante as refeições e os embaixadores estrangeiros. Foi estimado como professor, tendo entre os seus alunos Filipe de Orleães (futuro regente) e seu filho Luís.
Em 1697 casou com Henriette-Angélique Houssu, filha de um organista e ela mesma cravista. Frequentemente interpretava acompanhado pela sua mulher ao cravo. No entanto, o casamento teve várias crises, tendo Antoine e Henriette se separado definitivamente em 1710.
Em 1730 retirou-se para Mantes la Jolie, onde morreu em 1745. Não publicou nada em vida, pois afirmava que aprender a partir de páginas impressas era para músicos preguiçosos.
O seu filho Jean-Baptiste publicou a coleção de 32 Pièces de viole avec la Basse Continue do seu pai, acompanhada por transcrições para teclado e incluiu também três obras próprias. Segundo alguns estudiosos, várias das obras publicadas sob nome do seu pai poderão na realidade ser da sua autoria.
Juntamente com Marin Marais, foi considerado pelos seus contemporâneos o maior virtuoso enquanto intérprete da viola de gamba. Desejava tocar em viola de gamba tudo o que podiam fazer os músicos italianos com o violino. A sua capacidade para a improvisação era notável. Dizia-se que interpretava como um demónio, opondo-se a Marin Marais, que o fazia como um anjo.

## Discografia
- Pièces de viole avec la basse continuë por Paolo Pandolfo (integral, Glossa; 2 CD)